# Codu' Penal
Codu' Penal este o trupă de rap și hip-hop din Ploiești, România.

## Istoric
Codu' Penal s-a format ca trupă în anul 1999, când Shobby l-a cunoscut pe Cabron.
În anul 2003, Codu' Penal lansează „În familie pentru bani", trupa devenind cunoscută datorită stilului direct abordat de aceștia, dar și datorită colaborărilor cu Puya pe piesele „Niciodată nu e prea târziu" și „Suferiți de Șmekerie" dar mai ales datorită piesei „Singur pe stradă", în colaborare cu Nico. 
În 2004 Dj CB (actual cunoscut ca DJ CellBlock) se alătură grupului și apare în prim plan pe coperta compilației „Hip-Hop greu de difuzat", compilație dedicată lui Sișu.
În anul 2005, Codu' Penal (Shobby, Cabron și Dj CB) apare cu un nou material numit "Pe Viață", un album produs în totalitate de cei trei.
În 2006 apare cel de-al treilea material al trupei numit „Apocalipsa", după care Codu' Penal (Shobby, Cabron și Dj CB) dispare din lumina reflectoarelor, Shobby și Cabron luând-o pe drumul carierei solo, iar Dj CB (mai târziu cunoscut că Dj CellBlock) alege să se concentreze pe producție muzicală. 
În 2011 Codu' Penal revine în atenția publicului cu materialul intitulat „Restart", însă de această dată sub altă formulă cu Shobby și Bulgaru'
În anul 2015, Codu' Penal lansează „9 Stele", al cincilea material al trupei.

## Discografie
| 2002 : REGE PENTRU O ZI Codu' Penal - Intro Codu' Penal - De Paradis Codu' Penal - Herbas (Remix) Codu' Penal - La orice ceas Codu' Penal - Lecție de viață Codu' Penal - Mișcă-te Codu' Penal - Pot să cad Codu' Penal – Pesetas Codu' Penal - Până la stele Codu' Penal - Prima dată Codu' Penal – Șampanie Codu' Penal - Sugi p**a fa Codu' Penal - Sugi p**a fa (Instrumental) Codu' Penal - Ți se va da Codu' Penal - Tramvaiu' 4 Codu' Penal - Zi de zi Codu' Penal feat Cazzier - Noi suntem noi Codu' Penal feat District - Tot la fel Codu' Penal feat Nico - Omul tău Codu' Penal feat Sharky & PoccoLoko - Cu ai mei |

| 2003 : ÎN FAMILIE PENTRU BANI (Intercont Music; LOOP Records) Codu' Penal - Intro (cu DJ Paul) Codu' Penal - Când Femeia Se Mângâie Codu' Penal - Vreau Bani (Interludiu)(cu Jamaika) Codu' Penal - Pentru Bani Codu' Penal - Încă o zi Codu' Penal - îmi amintesc Codu' Penal - Singur pe stradă (cu Nico) Codu' Penal - Mi-e somn (Interludiu) (cu Jamaika) Codu' Penal - Spune-mi dacă faci Codu' Penal - Mai bine sau mai rău Codu' Penal - Așa cum vrem Codu' Penal - Niciodată nu e prea târziu (cu Puya) Codu' Penal - Anu' 2003 Codu' Penal - Mod de viață Codu' Penal - Suferiți de Șmekerie (cu Puya) Codu' Penal - Herbas (cu Dizzy) Codu' Penal - Nu te f**e că te f***m (cu L și Nea Gabitz) Codu' Penal - Ce faci tu Codu' Penal - Outro Codu' Penal - Mod de viață (radio edit) |

| 2004 : HIP-HOP GREU DE DIFUZAT Codu' Penal - Veterani (Intro) Codu' Penal - Pentru Cine Se Simte (feat. Puya & Sharky) Jamaika - Industria Muzicală (feat. Codu' Penal) Pacha Man - Strada (RMX 2004) Esențial - De Ce Noi? Sharky - Așa Cum Trebuie Să'ncep (cu Codu' Penal) Puya - Aș Vrea Să Fie Totul Drept (feat. Cabron) Codu' Penal - Se Întâmplă Zi De Zi 6ase:6ase & MarkOne1 - Fără Sifoane Sharky & Jamaika - Atât De Sus (Skit) Dizzy & Honey - Joint (feat. Cabron) Codu' Penal - Pentru Cine Se Simte (Cenzurat) (feat. Puya & Sharky) |

| 2005 : PE VIAȚĂ Codu' Penal - Intro (cu DJ Paul) Codu' Penal - Intro Codu' Penal - Pe viață Codu' Penal - Audiție plăcută Codu' Penal - Cere și ți se va da (cu Nico) Codu' Penal - Gangsta Rap (cu Puya) Codu' Penal - De la mine pentru voi Codu' Penal - Frate pentru frate (cu Dizzy și Nico) Codu' Penal - La același nivel (cu Cazzier) Codu' Penal - Din dragoste (cu Radu) Codu' Penal - Spune-mi dacă faci... II (cu Puya) Codu' Penal - Petrecerea mea Codu' Penal - Între femei și bani Codu' Penal - Europa românească (cu Moni-K) Codu' Penal - De la mine pentru tine Codu' Penal - M-ai fi lăsat să mor Codu' Penal - Știi cum e lumea...(cu Jamaika și Radu) Codu' Penal - Povestea mea Codu' Penal - I-am adunat din cartier (cu Neamtzu, Jamaika, Betzivu' și Soprano) |

| 2006 : APOCALIPSA Codu' Penal - Intro Codu' Penal - Apocalipsa Codu' Penal - Oameni ca noi (cu Don Baxter) Codu' Penal - Prin ochii mei (cu Dizzy și Bogdan Dima) Codu' Penal - Se poartă ca t*****e Codu' Penal - Cu bani și fără bani (cu Puya) Codu' Penal - Pot să cad (cu Barac și Moni-K) Codu' Penal - Vreau banii tăi (cu Giulia) Codu' Penal - Mai hoți ca hoții (cu Sișu) Codu' Penal - Până la capăt Codu' Penal - Dacă n-ai fi tu (cu Moni-K) Codu' Penal - Da' dă-i mă-n p**a mea (skit) Codu' Penal - Că așa a trebuit Codu' Penal - Spune dacă faci (partea a 3-a) Codu' Penal - Mă întorc acasă (cu Puya și Jamaika) Codu' Penal - Turntablelicious Codu' Penal - Vin după tine (cu Chucho și Iony) Codu' Penal - Se poartă ca t*****e (cu Trife și Nea Gabitz) Codu' Penal - Outro |

| 2011 : RESTART Codu' Penal - Intro Codu' Penal - Am Îmbătrânit Codu' Penal - Give it Up Codu' Penal - Vreau Sa Fiu Liber Codu' Penal - Pe Viata 2 Codu' Penal - Ce Multe Iubesc Codu' Penal - A Fost Cândva (cu Cabron) Codu' Penal - Senzaționale Codu' Penal - Întuneric Beznă Codu' Penal - Viclenii Codu' Penal - Mulțumesc Codu' Penal - Restart Codu' Penal - Campion (cu Iony) Codu' Penal - 2012 Codu' Penal - Fiare (cu Capone & Ecsper) Codu' Penal - Out.RO |

| 2015 : 9 STELE Codu' Penal - Intro (cu Bulgaru) Codu' Penal - Fără Griji (cu Nico) Codu' Penal - Campioni din România (cu Delia și Nico) Codu' Penal - În 2 timpul (cu Camelia) Codu' Penal - Trecem peste tot Codu' Penal - Dacă n-ai fi tu (cu Nico) Codu' Penal - Starleta Codu' Penal - 9 stele (cu Nico) Codu' Penal - Iarba'ba'ba (cu Nico) Codu' Penal - Tele Show Codu' Penal - 2050 Codu' Penal - Skit Codu' Penal - Vânzători și Vânzătoare (cu Cosy) Codu' Penal - Outro Codu' Penal - Cub De Gheață "Bonus Track" Covering (cu Nico) |